# Notti bianche (serie televisiva)
Notti bianche (불야성?, lett. La luce notturna; titolo internazionale Night Light, conosciuta anche come White Nights) è una serie televisiva sudcoreano trasmessa su MBC dal 21 novembre 2016 al 24 gennaio 2017. In italiano è disponibile sottotitolata sul servizio on demand Netflix.

## Trama
La serie racconta la storia di tre persone che vengono spinte dall'avidità a lottare per il comando di una catena alimentare. Seo Yi-kyung è una donna di ghiaccio disposta a fare qualsiasi cosa per la sua ambizione. Dodici anni prima tradì il suo fidanzato, Park Gun-woo, un uomo integerrimo erede di una grande azienda. Lee Se-jin è un'orfana proveniente da una famiglia povera che vuole sfuggire alla sua situazione.

## Personaggi
- Seo Yi-kyung, interpretata da Lee Yo-won
- Park Gun-woo, interpretato da Jin Goo
- Lee Se-jin, interpretata da Uee
- Seo Bong-soo, interpretato da Choi Il-hwa
- Jo Seong-mook, interpretato da Choi Min
- Scrittrice Kim, interpretata da Shim Yi-young
- Tak, interpretato da Jung Hae-in
- Kim Hwa-sook, interpretata da Yoon Bok-in
- Shin Song-mi, interpretata da Kim Go-eun
- Park Moo-il, interpretato da Jung Han-yong
- Park Moo-sam, interpretato da Lee Jae-yong
- Moon Hee-jeong, interpretata da Nam Gi-ae
- Son Ee-sung, interpretato da Jun Gook-hwan
- Son Gi-tae, interpretato da Park Seon-woo
- Son Ma-ri, interpretata da Lee Ho-jung
- Jang Tae-joon, interpretato da Jung Dong-hwan
- Nam Jong-kyu, interpretato da Song Yeong-kyu

## Ascolti
| Episodio | Data di trasmissione | Dati TNMS           | Dati TNMS                  | Dati AGB            | Dati AGB                   |
| Episodio | Data di trasmissione | A livello nazionale | Area metropolitana di Seul | A livello nazionale | Area metropolitana di Seul |
| -------- | -------------------- | ------------------- | -------------------------- | ------------------- | -------------------------- |
| 1        | 21 novembre 2016     | 5,7%                | 5,9%                       | 6,6%                | 6,8%                       |
| 2        | 22 novembre 2016     | 7,2%                | 8,2%                       | 6,3%                | 6,3%                       |
| 3        | 28 novembre 2016     | 6,1%                | 6,3%                       | 5,5%                | 5,7%                       |
| 4        | 29 novembre 2016     | 6,1%                | 6,5%                       | 6,2%                | 6,8%                       |
| 5        | 5 dicembre 2016      | 5,3%                | 5,9%                       | 4,7%                | 5,3%                       |
| 6        | 6 dicembre 2016      | 6,4%                | 7,3%                       | 5,4%                | 6,3%                       |
| 7        | 12 dicembre 2016     | 4,2%                | 4,5%                       | 4,7%                | 5,5%                       |
| 8        | 13 dicembre 2016     | 4,6%                | 4,6%                       | 5,2%                | 5,8%                       |
| 9        | 19 dicembre 2016     | 4,1%                | 5,0%                       | 3,8%                | 4,7%                       |
| 10       | 20 dicembre 2016     | 4,1%                | 5,0%                       | 4,5%                | 5,4%                       |
| 11       | 26 dicembre 2016     | 4,5%                | 5,5%                       | 4,4%                | 5,4%                       |
| 12       | 27 dicembre 2016     | 4,1%                | 5,0%                       | 3,8%                | 4,7%                       |
| 13       | 2 gennaio 2017       | 3,7%                | 3,9%                       | 4,1%                | 4,3%                       |
| 14       | 3 gennaio 2017       | 4,3%                | 4,4%                       | 4,7%                | 4,8%                       |
| 15       | 9 gennaio 2017       | 3,5%                | 3,5%                       | 3,4%                | 3,9%                       |
| 16       | 10 gennaio 2017      | 3,5%                | 3,9%                       | 4,0%                | 4,5%                       |
| 17       | 16 gennaio 2017      | 3,2%                | 3,3%                       | 3,1%                | 3,2%                       |
| 18       | 17 gennaio 2017      | 3,7%                | 4,6%                       | 3,5%                | 4,4%                       |
| 19       | 23 gennaio 2017      | 4,1%                | 5,0%                       | 4,1%                | 5,1%                       |
| 20       | 24 gennaio 2017      | 4,4%                | 4,8%                       | 4,3%                | 4,7%                       |
| Media    | Media                | 4,6%                | -                          | 4,6%                | -                          |

## Colonna sonora
1. Way (길) – XIA
2. Like That Day (그날처럼) – Kim Sung-je (Supernova)
3. For Me (나를 위해) – Bae Soo-jung